# Чернобрюхая саламандра
Чернобрюхая саламандра (лат. Desmognathus quadramaculatus) — вид хвостатых амфибий рода Тёмные саламандры (Desmognathus) семейства Безлёгочные саламандры (Plethodontidae).
Общая длина достигает 18—20 см. Голова и туловище массивные. Лапы крепкие. Хвост довольно длинный. Окраска верхней части тёмно-коричневого или чёрного цвета с рядами белых пятен с каждой стороны спины. Брюхо чёрного цвета.
Любит лесистую, горную местность, побережье небольших рек, ручьёв, стариц. Встречается на высоте от 375 до 1725 метров над уровнем моря. Хорошо плавает и ныряет. Активна ночью. Питается различными беспозвоночными.
Размножение происходит в мае. Самка откладывает 15—40 яиц, прикрепляя их к камням под водой. Личинки появляются через 3 месяца. Метаморфоз длится 3,5 года.
Вид распространён в США (штаты Вирджиния, Западная Вирджиния, Теннесси, Северная Каролина, Южная Каролина, Джорджия).